# Rajmund Volfgang Manner
Rajmund Volfgang Manner (14. ledna 1723, Hohenegg – 26. září 1788, Vídeň) byl říšský šlechtic a zakladatel šlechtické rodové větve Mannerů na Moravě.

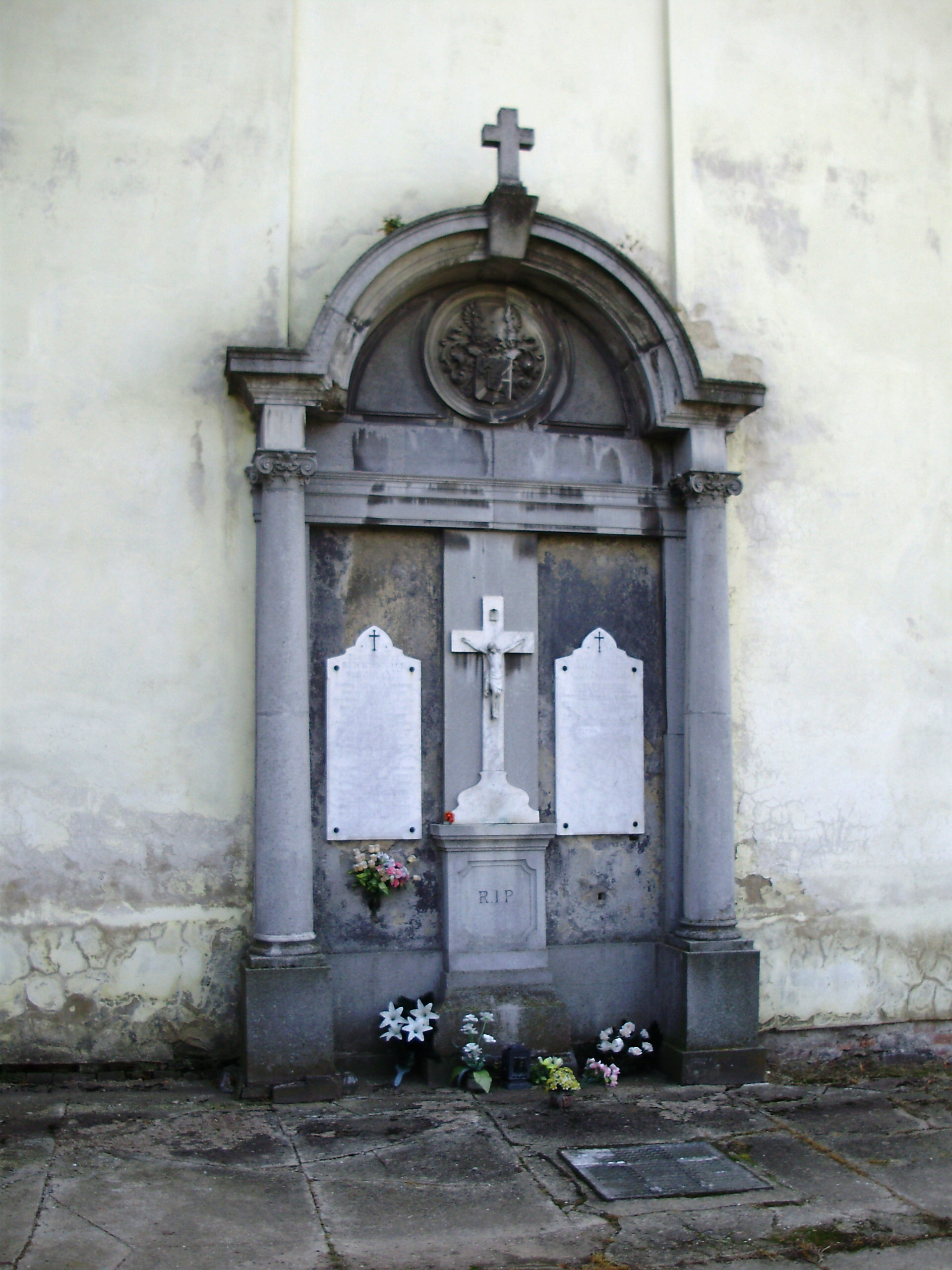
Hrobka rodu Mannerů (2008)

Rajmund se narodil jako druhý syn Volfganga Matouše Mannera (1688–1770). Vystudoval vídeňskou univerzitu a stal se v útlém věku říšským úředníkem. V roce 1756 se oženil s dcerou bohatého vídeňského obchodníka Barborou ze Sturmu. Téhož roku pak obdržel císařský diplom a stal se říšským šlechticem. Po smrti první manželky roku 1761 se opět oženil. Vzal si vdovu po Josefu z Dornfeldu, Annu z Eberlu. V roce 1766 se stal říšským registrátorem latinské expedice. V roce 1782 udělil císař Josef II. Rajmundovi a jeho potomkům říšské rytířství. V roce 1783 zakoupil někdejší jezuitský velkostatek v Bohdalicích a stal se tak zakladatelem moravské větve rodu Mannerů. V roce 1785 založil osadu Manerov. Rajmund zemřel po krátké nemoci 26. září 1788 ve svém vídeňském domě. Pohřben byl do rodinné hrobky v Bohdalicích.